# NGC 4597
NGC 4597 est une galaxie spirale barrée de type magellanique située dans la constellation de la Vierge. Sa vitesse par rapport au fond diffus cosmologique est de 1 381 ± 24 km/s, ce qui correspond à une distance de Hubble de 20,4 ± 1,5 Mpc (∼66,5 millions d'al). NGC 4597 a été découverte par l'astronome germano-britannique William Herschel en 1787.
La classe de luminosité de NGC 4597 est V et elle présente une large raie HI.
En raison d'une brillance de surface égale à 14,23 mag/am2, on peut qualifier NGC 4597 de galaxie à faible brillance de surface (LSB en anglais pour low surface brightness). Les galaxies LSB sont des galaxies diffuses (D) avec une brillance de surface inférieure de moins d'une magnitude à celle du ciel nocturne ambiant.
À ce jour, quatre mesures non basées sur le décalage vers le rouge (redshift) donnent une distance de 11,900 ± 3,403 Mpc (∼38,8 millions d'al), ce qui est à l'extérieur des valeurs de la distance de Hubble. Cependant, cette galaxie est relativement rapprochée du Groupe local. On obtient souvent des distances assez différentes pour les galaxies rapprochées en se basant sur le décalage en raison du mouvement propre de ces galaxies dans le groupe où l'amas où elles sont situées. Cette valeur est peut-être plus près de la distance réelle de cette galaxie. Notons que c'est avec la valeur moyenne des mesures indépendantes, lorsqu'elles existent, que la base de données NASA/IPAC calcule le diamètre d'une galaxie.

## Groupe de NGC 4487
NGC 4597 est un membre d'un petit groupe de galaxies émettant des rayons X, le groupe de NGC 4487. Ce groupe compte 3 autres membres : NGC 4487, NGC 4504 et UGCA 289. A.M. Garcia mentionne aussi ce groupe de quatre galaxies dans un article publié en 1993, mais UGCA 289 y est désigné comme MCG -1-32-28.